# Friedrich Wieck
Johann Gottlob Friedrich Wieck (ur. 18 sierpnia 1785 r. w Pretzsch (Elbe), zm. 6 października 1873 r. w Loschwitz koło Drezna) – niemiecki nauczyciel gry na fortepianie i śpiewu. Z jego uczniów wymienić należy przede wszystkim jego córkę Klarę, Roberta Schumanna (który poślubił Klarę wbrew woli Wiecka) oraz Hansa von Bülowa.